# Планиметрија
Планиметрија (лат. planum - раван, грч. μ&epsilon;&tau;&rho;&epsilon;&omega; - мерим) је део елементарне геометрије у којем се изучавају својства фигура које леже у равни.
У средњој школи, у настави математике, обично се након планиметрије прелази на изучавање другог дела елементарне геометрије - стереометрије, која изучава својства фигура у тродимензионалном Еуклидовом простору. Методика наставе математике, када се оба дела елементарне геометрије изучавају истовремено, назива се фузионизам. Најпотпуније, систематизовано излагање планиметрије први пут је било спроведено у књизи Елементи старогрчког научника Еуклида.
Због великог обима теме, у наставку излажемо само основне појмове, ликове и резултате, а детаље и доказе потражите у линковима, током прилога.

## Многоугао (полигон)
Многоугао је затворена изломљена линија. Сегменти изломљене линије називају се странице многоугла, а крајеви сегмената - темена. 
- Збир унутрашњих углова многоугла, n-то угла је 180°(n-2), где је n = 3, 4, 5, ... .
- Збир спољних углова је 360°.
- Површину одређујемо тако да многоугао раставимо на троуглове.
- Многоугао је правилан ако су му све странице и сви углови међусобно једнаки. Друга дефиниција, многоугао је правилан, ако се око њега и у њега може уписати кружница. За правилне многоуглове са n страница важи:
  - централни угао α=360°/n;
  - спољни угао β=360°/n;
  - унутрашњи угао γ=180°-β;
  - ако је R полупречник описане и r полупречник уписане кружнице (апотема), онда је страница

{\displaystyle a=2{\sqrt {R^{2}-r^{2}}}=2R\sin {\frac {\alpha }{2}}=2r\operatorname {tg} {\frac {\alpha }{2}}.}
- - Површина правилног n-то угла је

{\displaystyle P={\frac {1}{2}}nar=nr^{2}\operatorname {tg} {\frac {\alpha }{2}}={\frac {1}{2}}nR^{2}\sin \alpha ={\frac {1}{4}}na^{2}\operatorname {ctg} {\frac {\alpha }{2}}.}

## Елементи правилних многоуглова
У следећој табели, n је број страница правилног многоугла (полигона), P је површина правилног многоугла, a је страница, R је полупречник описаног круга, r је апотема (полупречник уписаног круга).
| n   | {\displaystyle {\frac {P}{a^{2}}}} | {\displaystyle {\frac {P}{R^{2}}}} | {\displaystyle {\frac {P}{r^{2}}}} | {\displaystyle {\frac {R}{a}}} | {\displaystyle {\frac {R}{r}}} |
| --- | ---------------------------------- | ---------------------------------- | ---------------------------------- | ------------------------------ | ------------------------------ |
| 3   | 0,4330                             | 1,2990                             | 5,1962                             | 0,5774                         | 2,0000                         |
| 4   | 1,0000                             | 2,0000                             | 4,0000                             | 0,7071                         | 1,4142                         |
| 5   | 1,7205                             | 2,3776                             | 3,6327                             | 0,8507                         | 1,2361                         |
| 6   | 2,5981                             | 25981                              | 3,4641                             | 1,0000                         | 1,1547                         |
| 7   | 3,6339                             | 2,7364                             | 3,3710                             | 1,1524                         | 1,1099                         |
| 8   | 4,8284                             | 2,8284                             | 3,3137                             | 1,3066                         | 1,0824                         |
| 9   | 6,1818                             | 2,8925                             | 3,2757                             | 1,4619                         | 1,0642                         |
| 10  | 7,6942                             | 2,9389                             | 3,2492                             | 1,6180                         | 1,0515                         |
| 12  | 11,196                             | 3,0000                             | 3,2154                             | 1,9319                         | 1,0353                         |
| 15  | 17,642                             | 3,0505                             | 3,1883                             | 2,4049                         | 1,0223                         |
| 16  | 20,109                             | 3,0615                             | 3,1826                             | 2,5629                         | 1,0196                         |
| 20  | 31,569                             | 3,0902                             | 3,1677                             | 3,1962                         | 1,0125                         |
| 24  | 45,575                             | 3,1058                             | 3,1597                             | 3,8306                         | 1,0086                         |
| 32  | 81,225                             | 3,1214                             | 3,1517                             | 5,1012                         | 1,0048                         |
| 48  | 183,08                             | 3,1326                             | 3,1461                             | 7,6449                         | 1,0021                         |
| 64  | 325,69                             | 3,1366                             | 3,1441                             | 10,190                         | 1,0012                         |
| ... | ...                                | ...                                | ...                                | ...                            | ...                            |
| ∞   | ∞                                  | Пи                                 | Пи                                 | ∞                              | 1                              |

## Троугао
Детаљније о формулама уз појмове који следе потражите у равнинска тригонометрија (решавање троугла).
- Неједнакост троугла: збир две странице троугла увек је већи од треће странице, {\displaystyle b+c>a.\,}
- Збир углова у троуглу једнак је испруженом углу, {\displaystyle \alpha +\beta +\gamma =180^{o}.\,}

- Троугао је потпуно одређен ако је задато (в. подударност троуглова):

1. све три странице;
2. две странице и угао међу њима;
3. страница и два угла на њој;
4. ако су задате две странице и угао насупрот једној од тих страница, онда су одређена два, један или ниједан троугао, као што се види на слици (1) десно.

- Тежишница (медијана) троугла је дуж (права) која спаја врх са средином супротне странице троугла. Тежиште је тачка у којој се секу тежишнице. Тежиште дели тежишницу у односу 2:1 почев од врха. Дужина тежишнице на страницу а је {\displaystyle t_{a}={\frac {\sqrt {2(b^{2}+c^{2})-a^{2}}}{2}}.}
- Симетрала угла троугла је дуж (права) која полови унутрашњи угао троугла. Симетрале углова секу се у једној тачки која је центар уписане кружнице троугла. Дужина симетрале угла алфа је {\displaystyle s_{\alpha }={\frac {\sqrt {bc[(b+c)^{2}-a^{2}]}}{b+c}}.} Ако симетрала угла дели страницу а на одсечке m и n, онда је {\displaystyle m:n=c:b.\,}
- Висина троугла је окомица спуштена из врха троугла на супротну страницу. Ортоцентар је тачка у којој се секу висине троугла.
- Центар описане кружнице троугла је тачка пресека симетрала страница троугла.
- Тежишница, висина и симетрала угла, ка истој страни троугла, подударају се ако су друге две странице троугла једнаке, тј. ако имамо једнакокраки троугао. Обрнуто, ако се два од тих праваца подударају, троугао ће бити једнакокрак.
- Једнакостранични троугао је онај код којег су све три странице једнаке (a=b=c). Сва три његова угла су по 60°. У њему се подударају све четири значајне тачке троугла: тежиште, ортоцентар, центар уписане кружнице, центар описане кружнице.
- Средња линија троугла (средишњица) је дуж (права) која спаја средине две странице троугла. Она је паралелна са трећом страницом троугла и једнака половини њене дужине.
- Површина троугла: {\displaystyle P_{\Delta }={\frac {ah_{a}}{2}}={\frac {ab\sin \gamma }{2}}=rp={\frac {abc}{4R}}={\sqrt {p(p-a)(p-b)(p-c)}},} где је {\displaystyle p={\frac {a+b+c}{2}}} полуобим, r полупречник уписане, R полупречник описане кружнице датог троугла.
- Троуглови (а такође и вишеуглови, тј. многоуглови, са једнаким бројем страница) су слични ако су им одговарајући углови једнаки и одговарајуће странице пропорционалне. За сличност троуглова довољно је да су испуњена два од ових услова: (1) три странице једног троугла пропорционалне су трима страницама другог троугла; (2) два угла једног троугла једнаки су са два угла другог троугла; (3) две странице једног троугла пропорционалне су са две странице другог троугла, а углови међу њима су једнаки.
- Површине сличних ликова пропорционалне су квадратима одговарајућих линеарних елемената (страница, висина, дијагонала итд.).

## Правоугли троугао
На слици (3) десно, с је хипотенуза, a и b су катете правоуглог троугла ABC. 
{\displaystyle a^{2}+b^{2}=c^{2},\,} Питагорина теорема.
{\displaystyle h^{2}=pq,\;a^{2}=pc,\;b^{2}=qc.}
Површина правоуглог троугла је:
{\displaystyle P={\frac {1}{2}}ab={\frac {1}{2}}b^{2}\operatorname {tg} \alpha ={\frac {1}{4}}c^{2}\sin 2\alpha .}

## Четвороугао
- Збир (унутрашњих) углова сваког конвексног четвороугла је 360°.
- Ако је {\displaystyle m={\overline {MN}}} одсечак који спаја средине дијагонала, слика 4 лево, тада је:

{\displaystyle a^{2}+b^{2}+c^{2}+d^{2}=d_{1}^{2}+d_{2}^{2}+4m^{2}.}
- Површина четвороугла је {\displaystyle P={\frac {1}{2}}d_{1}d_{2}\sin \alpha .}
- Тангентни четвороугао је онај у којег можемо уписати кружницу.
- У четвороугао можемо уписати кружницу ако и само ако је {\displaystyle a+b=c+d.}
- Тетивни четвороугао је онај око којег се може описати кружница.
- Око четвороугла можемо описати кружницу тада и само тада ако је {\displaystyle \alpha +\beta =\gamma +\delta =180^{o},} тј. ако су му наспрамни углови суплементни.
- За уписани четвороугао је {\displaystyle ac+bd=d_{1}d_{2}.} (Птолемејева теорема)
- Површина уписаног четвороугла је {\displaystyle P={\sqrt {(p-a)(p-b)(p-c)(p-d)}},} где је {\displaystyle p={\frac {a+b+c+d}{2}}} полуобим четвороугла.

## Паралелограм
Дефиниције паралелограма. Паралелограм је четвороугао који има једну од следећих особина; он тада има и све остале набројане особине:
1. супротне странице су паралелне;
2. супротне странице су једнаке;
3. један пар супротних страница је паралелан и једнак;
4. дијагонале се полове (секу се у тачки која је средина сваке од њих посебно);
5. супротни углови су једнаки.

- Дијагонале и странице (сл.4.) паралелограма су у релацији: {\displaystyle d_{1}^{2}+d_{2}^{2}=2(a^{2}+b^{2}).}
- Површина паралелограма је: {\displaystyle P=ah.\,}

## Правоугаоник и квадрат
Паралелограм је правоугаоник ако има:
1. све углове једнаке;
2. једнаке дијагонале.

Свака од две наведене особине је последица оне друге.
- Површина правоугаоника (сл.6.) је: {\displaystyle P=ab,\,} где су {\displaystyle a,\;b\,} суседне странице.

Правоугаоник је квадрат, ако су му суседне странице једнаке. Особине квадрата су:
{\displaystyle a=b,\;d={\sqrt {2}}a\approx 1,414a,\;a={\frac {\sqrt {2}}{2}}d\approx 0,707d.}
- Површина квадрата је {\displaystyle P=a^{2}={\frac {1}{2}}d^{2}.}

## Ромб
Паралелограм је ромб ако има:
1. све странице једнаке;
2. дијагонале међусобно окомите;
3. дијагонале су симетрале углова.

Када је испуњено једно од ових особина онда су као последица испуњена и остала два.
{\displaystyle d_{1}=2a\sin {\frac {\alpha }{2}},\;d_{2}=2a\cos {\frac {\alpha }{2}},\;d_{1}^{2}+d_{2}^{2}=4a^{2}.}
- Површина ромба је {\displaystyle P=ah=a^{2}\sin \alpha ={\frac {1}{2}}d_{1}d_{2}.}

## Трапез
Трапез је четвороугао који има један пар паралелних страна.
Паралелне стране трапеза називају се основице, а непаралелне су краци трапеза. На слици (8) лево, a и b су основице трапеза, h је висина, m је средња линија (средишњица), тј. дуж (понекад се дефинише и као права) која спаја средине непаралелних страница. Она је паралелна са основицама и једнака њиховом полузбиру, {\displaystyle m={\frac {a+b}{2}}.}
Површина трапеза је {\displaystyle P={\frac {a+b}{2}}h=mh.} Трапез је једнакокрак ако је d = c. У том случају је {\displaystyle P=(a-c\cos \gamma )c\sin \gamma =(b+c\cos \gamma )c\sin \gamma .\,}

## Кружница
- Кружница {\displaystyle k,\,} на слици (9) десно, има полупречник (радијус) {\displaystyle r=CA=CB=CP,\,} и пречник (дијаметар) {\displaystyle d=2r=AP.\,}
- Тетива је дуж која спаја две тачке на кружници (AB).
- Централни угао ACB двоструко је већи од периферног APB над истом тетивом AB, тј. {\displaystyle \angle ACB=2\phi .}
- Тангента је права t која додирује кружницу у (једној) тачки А.
- Угао између тангенте и тетиве у истој тачки једнак је периферном углу над истом тетивом {\displaystyle \angle tAB=\angle APB=\phi .}
- Сечица (секанта) је права која сече кружницу; сечица је права на којој лежи тетива.
- Угао између тетива једнак је полузбиру централних углова над крајевима тих тетива.
- За тетиве AB и CD које се секу у тачки E важи {\displaystyle EA\cdot EB=EC\cdot ED=r^{2}-m^{2},} где је r полупречник кружнице, а m је удаљеност од центра круга до тачке пресека тетива Е.
- Угао између сечица једнак је полуразлици централних углова над крајевима придружених тетива.
- Угао између тангенте и сечице једнак је полуразлици централних углова над крајевима придружене тетиве и додирне тачке тангенте.
- Угао између тангенти једнак је полуразлици централних углова над додирним тачкама тангенти.

- Моћ тачке у односу на круг, слика лево (сл.10), је број једнак производу дужина одсечака {\displaystyle MA\cdot MB} сваке сечице која пролази кроз тачку М и пресеца кружницу у тачкама А и B. Моћ тачке се назива и потенција тачке у односу на круг.
- Моћ тачке М је константа датог круга (сл.10) и важи

{\displaystyle MA\cdot MB=MC\cdot MD=MT^{2}=m^{2}-r^{2},}
где је r полупречник кружнице, а m је удаљеност од центра круга до тачке М.
- За обим круга s и површину круга P (r је полупречник, d је пречник) важи:
- број пи је однос обима и пречника круга, тј. {\displaystyle \pi ={\frac {s}{d}}=3,141592653589793...;}
- {\displaystyle s=2\pi r\approx 6,283r;\;s=\pi d\approx 3,142d;\;s=2{\sqrt {\pi P}}\approx 3,545{\sqrt {P}};}
- {\displaystyle P=\pi r^{2}\approx 3,142r^{2};\;P={\frac {\pi d^{2}}{4}}\approx 0,785d^{2};\;P={\frac {sd}{4}}=0,25sd;}
- {\displaystyle r={\frac {s}{2\pi }}\approx 0,159s;\;d=2{\sqrt {\frac {P}{\pi }}}\approx 1,128{\sqrt {P}}.}

## Одсечак (сегмент) и исечак (сектор) круга
На слици (11) десно приказан је одсечак круга, сегмент, тј. горњи део почев од тетиве а, и исечак круга, сектор, тј. цела фигура на слици. За полупречник r круга, дужину лука l, тетиву а, централни угао α у степенима и висину сегмента h важе изрази:
{\displaystyle a=2{\sqrt {2hr-h^{2}}}=2r\sin {\frac {\alpha }{2}};}
{\displaystyle h=r-{\sqrt {r^{2}-{\frac {a^{2}}{4}}}}=r\left(1-\cos {\frac {\alpha }{2}}\right)={\frac {a}{2}}\operatorname {tg} {\frac {\alpha }{4}};}
{\displaystyle l={\frac {2\pi r\alpha }{360}}\approx 0,01745r\alpha .}
Приближно је {\displaystyle l={\frac {8b-a}{3}},} или {\displaystyle l={\sqrt {a^{2}+{\frac {16}{3}}h^{2}}}.}
Површина исечка (сектора): {\displaystyle P_{I}={\frac {\pi r^{2}\alpha }{360}}\approx 0,00873r^{2}\alpha .}
Површина одсечка (сегмента): {\displaystyle P_{O}={\frac {r^{2}}{2}}\left({\frac {\pi \alpha }{180}}-\sin \alpha \right)={\frac {lr-a(r-h)}{2}}.}
Приближно је {\displaystyle P_{O}={\frac {h}{15}}(6a+8b).}

## Кружни прстен
На слици (12) десно, приказан је кружни прстен. Пречник већег круга је {\displaystyle D=2R,} пречник мањег круга {\displaystyle d=2r,} средњи полупречник {\displaystyle \rho ={\frac {R+r}{2}},} ширина прстена {\displaystyle b=R-r.}
Површина кружног прстена: {\displaystyle P=\pi (R^{2}-r^{2})={\frac {\pi }{4}}(D^{2}-d^{2})=2\pi \rho b.}
Површина дела кружног прстена са централним углом φ у степенима (шрафирано на слици):
{\displaystyle P_{\phi }={\frac {\phi \pi }{360}}(R^{2}-r^{2})={\frac {\phi \pi }{1440}}(D^{2}-d^{2})={\frac {\phi \pi }{180}}\rho b.}